# 施韦希
施韦希是德国莱茵兰-普法尔茨州的一个市镇。总面积31.09平方公里，总人口6891人，其中男性3290人，女性3601人（2011年12月31日），人口密度222人/平方公里。